# موكوند فاراداراجان
الرائد موكوند فاراداراجان ( 12 أبريل 1983 – 25 أبريل 2014) كان ضابطًا في الجيش الهندي وحاصلًا على جائزة أشوكا تشاكرا . موكوند، ضابط مفوض في فوج راجبوت بالجيش الهندي، حصل بعد وفاته على جائزة أشوك تشاكرا عن أفعاله خلال عملية مكافحة الإرهاب أثناء إرساله إلى كتيبة بنادق راشتريا 44 في جامو وكشمير . تم إصدار فيلمه السيرة الذاتية باللغة التاميلية، أماران ، بمناسبة ديوالي ، 31 أكتوبر 2024.
1. ↑   http://gallantryawards.gov.in/Awardee/mukund-varadarajan. اطلع عليه بتاريخ 2020-11-06. {{استشهاد ويب}}: |url= بحاجة لعنوان (مساعدة) والوسيط |title= غير موجود أو فارغ (من ويكي بيانات) (مساعدة)
2. ↑   http://gallantryawards.gov.in/Awardee/mukund-varadarajan. اطلع عليه بتاريخ 2020-11-05. {{استشهاد ويب}}: |url= بحاجة لعنوان (مساعدة) والوسيط |title= غير موجود أو فارغ (من ويكي بيانات) (مساعدة)